# Grupo de Apoyo a Proyectos
Grupo de Apoyo a Proyectos (GAP) es una asociación cultural sin ánimo de lucro orientada a la evaluación económica y social de proyectos que cumplan ciertos criterios y a ponerlos en conocimiento de personas que quieran prestar su dinero para financiarlos.
Los criterios de los proyectos pueden incluir:
- Creación de empleo estable
- Promoción de un modelo de empresa participativa
- Inserción sociolaboral
- Respeto por el medio ambiente
- Promoción de las relaciones comerciales justas a nivel local e internacional
- Recuperación de actividades productivas tradicionales para preservar las raíces culturales locales

Son objetivos generales de la asociación:
- Promoción y fomento de la economía social
- Desarrollo de actividades de difusión y divulgación sobre la banca ética y la economía social
- Apoyo y coordinación de iniciativas económicas y financieras caracterizadas por tener en cuenta criterios sociales y no puramente monetarios.